# Thericles obtusifrons
Thericles obtusifrons är en insektsart som beskrevs av Carl Stål 1875. Thericles obtusifrons ingår i släktet Thericles och familjen Thericleidae. Inga underarter finns listade i Catalogue of Life.